# 孫大光 (1917年)
孙大光（1917年—2005年），男，安徽寿县人，中华人民共和国政治人物，曾任中华人民共和国交通部、地质部部长、中顾委委员。

## 生平
孙大光早年参加一二九运动，随后加入中国共产党，在中国南方从事地下党工作。中华人民共和国成立后，担任中国东北交通部秘书长，随后进入中华人民共和国交通部。1964年，担任部长职位。1979年，改任中华人民共和国地质部部长等职位。随后当选为中顾委委员。